# Bancroftovo pravilo
Bancroftovo pravilo pravi: "V dvofaznem sistemu, predstavlja faza, v kateri je emulgator bolje topen, zunanjo fazo." 

## Zgodovina
Ime je dobilo po ameriškem fizikalnem kemiku Wilderju Dwightu Bancroftu.

## Razlaga
V vseh tipičnih emulzijah so majhni delci (notranja/diskretna faza) dispergirani v tekočini (notranja/kontinuirana faza).
V emulziji olje v vodi je olje notranja faza, medtem ko je voda zunanja faza.
Po Bancroftovem pravilu tipa emulzije (olje v vodi – O/V ali voda v olju – V/O) ne določata deleža komponent, temveč zgolj to, v kateri komponenti je emulgator bolje topen. To na primer pomeni, da čeprav lahko obstaja zmes, ki je sestavljena iz 60 % olja in 40 % vode, bo izbrani emulgator, ki je bolje topen v vodi, ustvaril sistem olje v vodi, in ne voda v olju, četudi je olja bistveno več.

## Izjeme
Obstajajo izjeme Bancroftovemu pravilu (npr. pri mikroemulzijah to pravilo ne velja), vendar je to praktično pravilo čez palec, ki velja za večino sistemov.

## Izbira emulgatorja
Hidrofilno-lipofilno ravnotežje (HLB) surfaktanta se lahko uporabi, da se določi, ali je surfaktant dobra izbira za želeno emulzijo ali ne. 
- V emulzijah O/V – se uporablja emulgatorje, ki so bolje topni v vodi kot v olju (surfaktanti z veliko vrednostjo HLB).
- V emulzijah V/O – se uporablja emulgatorje, ki so bolje topni v olju kot v vodi (surfaktanti z majhno vrednostjo HLB).

Bancroftovo pravilo pove tudi, da je tip emulzije pogojen z emulgatorjem, ki mora biti topen v zunanji fazi. To empirično dognanje je mogoče utemeljiti z upoštevanjem medfazne napetosti med fazno mejo med oljno fazo in surfaktantom ter medfazne napetosti med fazno mejo med vodno fazo in surfaktantom.